# Haru wa doko kara kuru no ka?
„Haru wa doko kara kuru no ka?” (jap. 春はどこから来るのか?) – trzeci singel japońskiego zespołu NGT48, wydany w Japonii 11 kwietnia 2018 roku przez Ariola Japan.
Singel został wydany w pięciu edycjach: trzech regularnych CD+DVD (Type A, Type B, Type C), CD oraz specjalnej. Osiągnął 1 pozycję w rankingu Oricon i pozostał na liście przez 18 tygodni. Singel zdobył status złotej płyty.

## Lista utworów
Wszystkie utwory zostały napisane przez Yasushiego Akimoto.

### Type A
| CD | CD                                                                            | CD             | CD               | CD      |
| Nr | Tytuł utworu                                                                  | Kompozycja     | Aranżacja        | Długość |
| -- | ----------------------------------------------------------------------------- | -------------- | ---------------- | ------- |
| 1. | „Haru wa doko kara kuru no ka?” (jap. 春はどこから来るのか?)                  | Hiroshi Egawa  | Yūsuke Itagaki   |         |
| 2. | „Jōhatsu shita suibun” (jap. 蒸発した水分)                                    | MS play beats  | Makoto Wakatabe  |         |
| 3. | „Watashi no tame ni” (jap. 私のために) (wyk. Rie Kitahara)                    | Akihito Tanaka | Akiyuki Tateyama |         |
| 4. | „Haru wa doko kara kuru no ka?” (jap. 春はどこから来るのか?) (off vocal ver.) | Hiroshi Egawa  | Yūsuke Itagaki   |         |
| 5. | „Jōhatsu shita suibun” (jap. 蒸発した水分) (off vocal ver.)                   | MS play beats  | Makoto Wakatabe  |         |
| 6. | „Watashi no tame ni” (jap. 私のために) (off vocal ver.)                       | Akihito Tanaka | Akiyuki Tateyama |         |

| DVD | DVD | DVD     |
| Nr  | Tytuł utworu | Długość |
| --- | --- | ------- |
| 1.  | „Haru wa doko kara kuru no ka?” (jap. 春はどこから来るのか?) (Music Video)                                                                                 |         |
| 2.  | „Watashi no tame ni” (jap. 私のために) (Music Video) |         |
| 3.  | „Iwai sotsugyō NGT48 shodai Captain Kitahara Rie ~Niigata no on'na ni narimashita.~” (jap. 祝卒業 NGT48初代キャプテン 北原里英 〜新潟の女になりました。〜) |         |

### Type B
| CD | CD                                                                            | CD            | CD               | CD      |
| Nr | Tytuł utworu                                                                  | Kompozycja    | Aranżacja        | Długość |
| -- | ----------------------------------------------------------------------------- | ------------- | ---------------- | ------- |
| 1. | „Haru wa doko kara kuru no ka?” (jap. 春はどこから来るのか?)                  | Hiroshi Egawa | Yūsuke Itagaki   |         |
| 2. | „Jōhatsu shita suibun” (jap. 蒸発した水分)                                    | MS play beats | Makoto Wakatabe  |         |
| 3. | „Ato de” (jap. あとで) (wyk. Rie Kitahara)                                    | Bugbear       | Akiyuki Tateyama |         |
| 4. | „Haru wa doko kara kuru no ka?” (jap. 春はどこから来るのか?) (off vocal ver.) | Hiroshi Egawa | Yūsuke Itagaki   |         |
| 5. | „Jōhatsu shita suibun” (jap. 蒸発した水分) (off vocal ver.)                   | MS play beats | Makoto Wakatabe  |         |
| 6. | „Ato de” (jap. あとで) (off vocal ver.)                                       | Bugbear       | Akiyuki Tateyama |         |

| DVD | DVD | DVD     |
| Nr  | Tytuł utworu | Długość |
| --- | --- | ------- |
| 1.  | „Haru wa doko kara kuru no ka?” (jap. 春はどこから来るのか?) (Music Video)                                                                 |         |
| 2.  | „Ato de” (jap. あとで) (Music Video) |         |
| 3.  | „NGT48 gekijō Open 2-shūnen tokubetsu kikaku Event sekai kiroku ni chōsen!” (jap. NGT48劇場オープン2周年特別企画イベント 世界記録に挑戦！) |         |

### Type C
| CD | CD                                                                            | CD             | CD              | CD      |
| Nr | Tytuł utworu                                                                  | Kompozycja     | Aranżacja       | Długość |
| -- | ----------------------------------------------------------------------------- | -------------- | --------------- | ------- |
| 1. | „Haru wa doko kara kuru no ka?” (jap. 春はどこから来るのか?)                  | Hiroshi Egawa  | Yūsuke Itagaki  |         |
| 2. | „Jōhatsu shita suibun” (jap. 蒸発した水分)                                    | MS play beats  | Makoto Wakatabe |         |
| 3. | „Whatcha Gonna Do”                                                            | you-me, APAZZI | you-me, APAZZI  |         |
| 4. | „Haru wa doko kara kuru no ka?” (jap. 春はどこから来るのか?) (off vocal ver.) | Hiroshi Egawa  | Yūsuke Itagaki  |         |
| 5. | „Jōhatsu shita suibun” (jap. 蒸発した水分) (off vocal ver.)                   | MS play beats  | Makoto Wakatabe |         |
| 6. | „Whatcha Gonna Do” (off vocal ver.)                                           | you-me, APAZZI | you-me, APAZZI  |         |

| DVD | DVD | DVD     |
| Nr  | Tytuł utworu | Długość |
| --- | --- | ------- |
| 1.  | „Haru wa doko kara kuru no ka?” (jap. 春はどこから来るのか?) (Music Video)                                                      |         |
| 2.  | „Whatcha Gonna Do” (Music Video)                                                                                                |         |
| 3.  | „NGT48 kenkyūsei „Shita no na de yobeta no wa…” Documentary eizō” (jap. NGT48研究生「下の名で呼べたのは…」ドキュメンタリー映像) |         |

### Wer. CD
| CD | CD                                                                            | CD            | CD              | CD      |
| Nr | Tytuł utworu                                                                  | Kompozycja    | Aranżacja       | Długość |
| -- | ----------------------------------------------------------------------------- | ------------- | --------------- | ------- |
| 1. | „Haru wa doko kara kuru no ka?” (jap. 春はどこから来るのか?)                  | Hiroshi Egawa | Yūsuke Itagaki  |         |
| 2. | „Jōhatsu shita suibun” (jap. 蒸発した水分)                                    | MS play beats | Makoto Wakatabe |         |
| 3. | „Hansei Soda” (jap. 反省ソーダ)                                               | Shungo Itō    | Yasuhiro Obata  |         |
| 4. | „Haru wa doko kara kuru no ka?” (jap. 春はどこから来るのか?) (off vocal ver.) | Hiroshi Egawa | Yūsuke Itagaki  |         |
| 5. | „Jōhatsu shita suibun” (jap. 蒸発した水分) (off vocal ver.)                   | MS play beats | Makoto Wakatabe |         |
| 6. | „Hansei Soda” (jap. 反省ソーダ) (off vocal ver.)                              | Shungo Itō    | Yasuhiro Obata  |         |

### Wer. specjalna
| CD | CD                                                           | CD             | CD               | CD      |
| Nr | Tytuł utworu                                                 | Kompozycja     | Aranżacja        | Długość |
| -- | ------------------------------------------------------------ | -------------- | ---------------- | ------- |
| 1. | „Haru wa doko kara kuru no ka?” (jap. 春はどこから来るのか?) | Hiroshi Egawa  | Yūsuke Itagaki   |         |
| 2. | „Jōhatsu shita suibun” (jap. 蒸発した水分)                   | MS play beats  | Makoto Wakatabe  |         |
| 3. | „Watashi no tame ni” (jap. 私のために) (wyk. Rie Kitahara)   | Akihito Tanaka | Akiyuki Tateyama |         |
| 4. | „Ato de” (jap. あとで) (wyk. Rie Kitahara)                   | Bugbear        | Akiyuki Tateyama |         |
| 5. | „Whatcha Gonna Do”                                           | you-me, APAZZI | you-me, APAZZI   |         |
| 6. | „Hansei Soda” (jap. 反省ソーダ)                              | Shungo Itō     | Yasuhiro Obata   |         |

## Skład zespołu
| „Haru wa doko kara kuru no ka?” |
| --- |
| Piosenka jest wykonywana przez wszystkie członkinie NGT48 w momencie wydania. - NGT48 Team NIII: Yuka Ogino, Tsugumi Oguma, Minami Katō, Rie Kitahara, Anju Satō, Riko Sugahara, Moeka Takakura, Ayaka Tano, Rika Nakai, Marina Nishigata, Rena Hasegawa, Hinata Honma (środek), Fuka Murakumo, Maho Yamaguchi, Noe Yamada - AKB48 Team B / NGT48 Team NIII: Yuki Kashiwagi - NGT48 Kenkyūsei: Yuria Kado, Aina Kusakabe, Reina Seiji, Mau Takahashi, Ayuka Nakamura, Miharu Nara, Nanako Nishimura, Aya Miyajima |

| „Jōhatsu shita suibun” |
| --- |
| - NGT48 Team NIII: Tsugumi Oguma, Anju Satō, Hinata Honma - AKB48 Team B / NGT48 Team NIII: Yuki Kashiwagi (środek) - NGT48 Kenkyūsei: Yuria Kado, Aina Kusakabe, Reina Seiji |

| „Ato de” |
| --- |
| - NGT48 Team NIII: Minami Katō (środek), Riko Sugahara, Moeka Takakura (środek) - NGT48 Kenkyūsei: Miharu Nara |

| „Whatcha Gonna Do” |
| --- |
| - NGT48 Team NIII: Ayaka Tano, Marina Nishigata (środek), Fuka Murakumo, Maho Yamaguchi - NGT48 Kenkyūsei: Nanako Nishimura, Aya Miyajima |

| „Hansei Soda” |
| --- |
| - NGT48 Team NIII: Yuka Ogino (środek), Rika Nakai (środek), Rena Hasegawa, Noe Yamada - NGT48 Kenkyūsei: Mau Takahashi, Ayuka Nakamura |

## Notowania
| Lista                             | Pozycja |
| --------------------------------- | ------- |
| Oricon Weekly Singles Chart       | 1       |
| Billboard Japan Hot 100           | 1       |
| Billboard Japan Hot Singles Sales | 1       |

## Sprzedaż
| Dane wg         | Sprzedaż |
| --------------- | -------- |
| Oricon          | 165 917  |
| Billboard Japan | 189 985+ |